# تالاب آجی‌گل
تالاب تلخ یا به ترکمنی آجی‌گل در ۵ کیلومتری قسمت غرب شهر اینچه‌برون و در سمت شمال گنبد کاووس بخش داشلی‌برون قرار گرفته‌است. فاصله آن تا شهر اینچه‌برون ۵ کیلومتر است.
آجی‌گُل در زبان ترکمنی به معنای «دریاچه تلخ» است.
در سال ۱۳۵۴ این تالاب به همراه دو تالاب دیگر (آلاگل و آلماگل) تحت یک عنوان به لحاظ داشتن معیارهای تالابی در فهرست کنوانسیون حفاظت از تالاب‌ها (رامسر) به ثبت رسید.